# 마이펫 오지
《마이펫 오지》(영어: Ozzy)는 2016년 공개된 스페인과 캐나다의 합작 코미디 애니메이션 영화이다.

## 제작
이 영화는 스페인의 아카디아 모션 픽처스, 캡틴 스파이더 및 파차카막과 캐나다의 탄젠트 애니메이션에서 공동 제작하였다. 프리 프로덕션은 스페인에서, 애니메이션은 캐나다에서 제작되었다.

## 캐스팅
- 기예르모 로메로 : 오지 역
- 다니 로비라 : 프롱키 역
- 호세 모타 : 비토 역
- 카를로스 아레세스 : 미스터 로빈스 역
- 미첼 제너 : 폴라 역
- 페르난도 테제로 : 레이다 역
- 엘사 파타키 : 매든 역
- 파블로 에스피노사 : 마이크 역
- 셀루 니에토 : 도미니크 역

## 개봉
디즈니는 2016년 10월 14일 스페인에서 영화를 개봉하였으며 2016년 10월 21일에는 영국의 시그니처와 캐나다의 엔터테인먼트 원에서 개봉되었다.